# الحبيل (سباح)

تعديل مصدري - تعديل

الحبيل هي إحدى قرى عزلة سباح بمديرية سباح التابعة لمحافظة أبين، بلغ تعداد سكانها 469 نسمة حسب تعداد اليمن لعام 2004.